# Lill-Oxsjön, Härjedalen
Lill-Oxsjön är en sjö i Härjedalens kommun i Härjedalen och ingår i Ljusnans huvudavrinningsområde. Sjön har en area på 0,145 kvadratkilometer och ligger 605,2 meter över havet.

## Delavrinningsområde
Lill-Oxsjön ingår i det delavrinningsområde (685170-140136) som SMHI kallar för Utloppet av Lill-Oxsjön. Medelhöjden är 652 meter över havet och ytan är 2,26 kvadratkilometer. Det finns inga avrinningsområden uppströms utan avrinningsområdet är högsta punkten. Vattendraget som avvattnar avrinningsområdet har biflödesordning 5, vilket innebär att vattnet flödar genom totalt 5 vattendrag innan det når havet efter 304 kilometer. Avrinningsområdet består mestadels av skog (68 procent) och sankmarker (26 procent). Avrinningsområdet har 0,14 kvadratkilometer vattenytor vilket ger det en sjöprocent på 6,3 procent.